# Ferdinand Theodor Aagaard
Ferdinand Theodor Michael Aagaard (* 25. August 1860; † 1945) war ein dänischer Organist und Komponist.

## Leben
Ferdinand Theodor Aagaard wurde am 7. November 1860 in Fanefjord getauft. Sein Vater war Peter Lauritz Aagaard und seine Mutter Caroline Petrine Bech. 1880 absolvierte er das Seminar von Jönstrup einem Vorort von Kopenhagen. Am 15. August 1897 heiratete er Emilie Larsson Rudkobing (* 14. Mai 1877). Von 1880 bis 1887 war er in Herlev Hilfslehrer und Organist. Danach war er zweiter Lehrer und Vizeorganist in Ordrup. Von 1893 bis 1908 war er Organist an der Sankt-Nikolaikirche in Bogense aus und von 1914 bis 1940 an der Kirche von Store Heddinge. 1896 war er Mitherausgeber des Sammelbandes Den danske organist  mit Präludien, Psalmvorspielen und Postludien verschiedener dänischer Organisten für den gottesdienstlichen Gebrauch.

## Werke

### Musikalische Kompositionen
- Fire Sange [Vier Lieder] für Gesang und Klavier op. 1 I Romanze: De modtes da rosernes knopper spang ud  II Aftensang: Nu siger jeg alting godnat III Er det kommet for fremmendes ore IV Der var ergang jeg troed[6] Texte: M. Rosing, Kristofer Randers, John Paulsen[3] OCLC 1096299131
- Präludium nach Motiven der Melodie „Som Hönen klukker mindelig“ von August Winding, 1896[3]
- Prélude funèbre, Internationalt musik- sortiment Knud Larsen, 1910, komponiert anlässlich des Todes von Prinzessin Marie d’Orléans am 4. Dezember 1909 OCLC 873349495
- To aandelige Sange [Zwei geistliche Lieder] für Gesang mit Orgel (Harmonium) oder Klavier, Wilhelm Hansen, Kopenhagen, 1912 OCLC 486218755 I Jeg tror paa Sjælenes Møde Text: Fred. Tolstrup II Syng over mig Lærke Text: M. Rosing
- Festpräludium für Orgel und Blechblasinstrumente ad libitum, Leipzig, 1917 OCLC 873349543

### Von Aagaard herausgegebene Notenausgaben
- Zusammen mit  S. Nielsen Munck: Den danske organist : 220 nye præludier - salmeforspil - postludier m.m., Lemvig, 1896 OCLC 487156596 (dänisch)
- Zusammen mit  S. Nielsen Munck: Organisten : Præludier - Salmeforspil - Postludier af forskellige fremmede Komponister samt originale Bidrag fra danske Komponister  in zwei Heften OCLC 475942763 (dänisch)